# 21 d'agost
El 21 d'agost és el dos-cents trenta-tresè dia de l'any del calendari gregorià i el dos-cents trenta-quatrè en els anys de traspàs. Queden 132 dies per finalitzar l'any.

## Esdeveniments
Països Catalans
- 1256 - L'Infant Jaume (Jaume II) és reconegut com a successor del regne de Mallorca.

Resta del món
- 1707 - Toló (Var, França): l'exèrcit aliat aixeca el Setge de Toló després que no aconsegueixin ocupar la ciutat en el curs de la Guerra de Successió Espanyola.
- 1911 - París (França): La Gioconda és robada del Museu del Louvre, a París.
- 1929 - Coyoacán (Mèxic): casament de Frida Kahlo i Diego Rivera.
- 1959 - Washington DC (EUA): Hawaii esdevé el 50è estat dels Estats Units.
- 1975 - Aleria (Còrsega): Edmond Simeoni i un grapat de nacionalistes corsos armats ocupen una cava acusada de frau en l'elaboració de vi i s'enfronten amb la policia (fets d'Aleria).
- 1991 - Riga (Unió Soviètica): el Parlament de Letònia proclama la seva independència de l'URSS.

## Naixements
Països Catalans
- 1689 - Vilafermosa, Alt Millars: Josep Prades i Gallent, compositor valencià.
- 1739 - València: Mariano Salvador Maella Pérez, pintor neoclàssic valencià.
- 1900 - Pals, Baix Empordà: Jaume Pi i Figueras, metge cirurgià català.
- 1906 - Barcelona: Joaquim Homs i Oller, compositor català.
- 1946 - Lloret de Mar: Fermí Reixach, actor de teatre, cinema i televisió català (m. 2024).[1]
- 1964 - Ciutadella, Menorca: Esperança Camps Barber, periodista i escriptora menorquina, que ha estat consellera del Govern de les Illes Balears.[2]
- 1982 - es Castell, Menorca: Francisco Vallejo Pons, jugador d'escacs menorquí.
- 1985:
  - Sant Cugat del Vallès: Maria Rosa Tamburini i Borràs, jugadora d'hoquei sobre patins catalana, que jugà de davantera.[3]
  - Figueres, Alt Empordà: Adrià Ciurana i Geli, artista català.
- 1989 - Puigpelat, Alt Camp: Aleix Vidal Parreu, futbolista català, en la posició de migcampista.

Resta del món
- 1165: Felip II Capet, rei de França, anomenat August.
- 1567, Thorens-Glières (Ducat de Savoia, avui França): Francesc de Sales, escriptor i bisbe de Ginebra; canonitzat, és Doctor de l'Església, patró de la família salesiana i dels escriptors i periodistes
- 1670, Moulins, França: James Fitz-James Stuart, duc de Berwick, militar i aristòcrata franco-anglès al servei de Lluís XIV de França durant la Guerra de Successió Espanyola
- 1698, Cremona, Itàlia: Giuseppe Guarneri, lutier italià, també conegut com a Guarneri del Gesù
- 1765, Londres, Anglaterra):Guillem IV del Regne Unit, rei del Regne Unit.[4]
- 1789 París, Regne de França: Augustin Louis Cauchy, matemàtic francès, conegut per haver estat el gran sistematitzador del càlcul.
- 1853, Màlaga: Laura García Hoppe, pintora espanyola vinculada a la ILE (m. 1946).[5]
- 1862, Verona, Regne d'Itàlia: Emilio Salgari, escriptor i periodista italià
- 1863, París: Hélène van Zuylen, escriptora francesa i pionera en la pràctica de l'automobilisme[6]
- 1871, Spoleto: Angelica Pandolfini, soprano italiana (m. 1959).[7]
- 1892, Rennes, Ille i Vilaine, França: Charles Vanel, actor i director francès.
- 1893, París (França): Lili Boulanger, compositora francesa[8]
- 1899, Sant Vitoret, Boques del Roine: Odette Jasse, astrònoma francesa, administradora a l'Observatori de Marsella.[9]
- 1904, Red Bank, Nova Jersey, EUA: Count Basie, director de big band i pianista estatunidenc de jazz
- 1916, Vejen, Dinamarca: Ingrid Vang Nyman, il·lustradora danesa, autora dels dibuixos originals de Pippi Långstrump[10]
- 1917, Moscou, URSS: Leonid Hurwicz, economista estatunidenc d'origen polonès, Premi Nobel d'Economia de 2007[11]
- 1921, Madrid: Gertrudis de la Fuente, doctora en Farmàcia, pionera de la investigació bioquímica[12]
- 1930, Castell de Glamis, Escòcia: Margarida del Regne Unit, princesa, germana de la reina Elisabet II del Regne Unit
- 1933, Hatfield, Yorkshire, Regne Unitː Janet Baker, mezzosoprano anglesa.[13]
- 1934, Denver, Colorado, EUA: John L. Hall, físic nord-americà, Premi Nobel de Física de l'any 2005.[14]
- 1938, Houston, Texas: Kenny Rogers, cantant de música country estatunidenc
- 1945, Nova York: Patty McCormack, actriu estatunidenca, de teatre, cinema i televisió.[15]
- 1951 - Mysenː Cecilie Løveid, escriptora, dramaturga i poeta noruega, exponents del teatre nòrdic modern.[16]
- 1961, Santander: Mara Dierssen, neurobiòloga, investigadora i professora universitària establerta a Catalunya.[17]
- 1963, Rabat, Marroc: Mohammed VI, rei del Marroc.
- 1952, Ankara, Turquia: John Graham Mellor, conegut com a Joe Strummer, cofundador, compositor, cantant i guitarrista de la banda punk britànica The Clash
- 1955, Ciutat de Mèxic: Sabina Berman, escriptora, dramaturga, directora de teatre i directora de cinema mexicana.[18]
- 1957, Estocolm: Karin Rehnqvist, compositora i directora sueca de música clàssica.[19]
- 1975, Sint-Truiden, Limburg (Bèlgica): Caroline Gennez, política socialista flamenca.[20]
- 1986 - Sherwood Content, Trelawny, Jamaica: Usain Bolt, atleta jamaicà especialitzat en els 100 i els 200 metres llisos.
- 1988, Varsòvia, Polònia: Robert Lewandowski, jugador de futbol.
- 1989 - Palisades, Nova York: Hayden Panettiere, actriu i cantant estatunidenca.

## Necrològiques
Països Catalans
- 1826 - Puigcerdà, Bisbat d'Urgell: Francesc Piguillem i Verdacer, metge i professor de medicina.
- 1855 - Sant Sebastià: Josep Melcior Prat i Solà, literat, traductor i polític lliberal català (n. 1779).
- 1876 - Caldas de Besaya, Cantàbria: Ildefons Cerdà i Sunyer, enginyer, urbanista, jurista, economista i polític català (n. 1815).
- 1913 - Barcelona, Barcelonès: Joan Sol i Ortega, advocat i polític català (n. 1849).
- 1933 - Barcelona: Francesca Saperas i Miró, militant anarquista i anarcosindicalista catalana (n. 1851).
- 1951 - Solsona: Tomàs Boix i Soler, pintor català.
- 1993 - Barcelona: Ignasi Ponti i Grau, enginyer industrial, promotor i mecenes cultural català (n. 1910).
- 2016 - Barcelona: Benet Rossell i Sanuy, artista català (n. 1937).

Resta del món
- 1157 - Fresneda, Regne de Castella: Alfons VII de Lleó, rei de Galícia, Castella i Lleó.
- 1762 - Thoresby, Nottingham: Mary Wortley Montagu, escriptora britànica (n. 1689).[21]
- 1836 - París: Claude-Louis Navier, matemàtic i enginyer francès, deixeble de Joseph Fourier (n. 1785).
- 1869 - Feltham, (Regne Unit): Thomas Hodgskin, escriptor socialista anglès d'economia política, anarquista de mercat, crític del capitalisme i partidari del lliure comerç i els primers sindicats (n. 1787).[22]
- 1873 - París: Marie Guy-Stéphan, ballarina francesa (n. 1818).[23]
- 1900 - Ponta Delgada: Ernesto do Canto, historiador, bibliòfil i polític de les Açores.
- 1940 - Coyoacán, Mèxic: Lev Trotski, polític i revolucionari marxista (n. 1879).[24]
- 1943 - Copenhaguen, Dinamarca: Henrik Pontoppidan, escriptor danès, Premi Nobel de Literatura de l'any 1917 (n. 1857).[25]
- 1952 - Ginebraː Élisabeth de Riquet, comtessa Caraman-Chimay, aristòcrata i mecenes francesa, model literària de Proust (n.1860).[26]
- 1983 - Manila (Filipines): Benigno Aquino Jr., periodista i polític filipí (n. 1932).[24]
- 1988 - Los Angeles: Ray Eames, artista i dissenyadora estatunidenca esdevinguda clàssica del segle xx (n. 1912).[27]
- 2004 - Mèxicː Hortensia Blanch Pita, escriptora de l'exili (n. 1914).[28]
- 2005 - Tel-Aviv: Dàlia Ravikovitx, poetessa, traductora i activista israeliana per a la pau (n. 1936).[29]
- 2017 - Mont-real (Canadà): Réjean Ducharme, escriptor, dramaturg i escultor canadenc.
- 2018 - Scottsdale, Arizona: Barbara Harris, actriu estatunidenca de teatre i cinema (n. 1935).[30]

## Festes i commemoracions
Santoral
Església Catòlica
- Sants al Martirologi romà (2011): 
  - Quadrat d'Útica, bisbe i màrtir (259);
  - Euprepi de Verona, bisbe màrtir (300);
  - Agatònic, Zòtic, Prínceps, Teoprepi, Acindí, Severià i Zenó de Nicomèdia, màrtirs (300);
  - Ciríaca de Roma, màrtir (300);
  - Luxori de Pondorgiano, Cisel i Camerí, màrtirs a Sardenya (s. IV);
  - Bassa d'Haloma, Teògenes, Agapi i Pisti de Vodena, màrtirs (305-311);
  - Privat de Mende, bisbe i màrtir (407);
  - Sidoni Apol·linar, bisbe de Clarmont (479);
  - Bernat, Gràcia i Maria d'Alzira, conversos i màrtirs (1180);
  - Giuse Dang Dinh Vien, prevere màrtir (1838);
  - Pius X, papa (1914).
- Beats al Martirologi romà (2011): 
  - Victoria Rasoamanarivo, vídua (1894);
  - Salvador Estrugo Solves, màrtir (1936);
  - Ramon Peiró i Victori, màrtir (1936);
  - Pere Sadurní i Raventós, màrtir (1936); Jan Zembol, franciscà màrtir (1942).
- Sants no presents al Martirologi:
  - Bonós i Maximià d'Antioquia, màrtirs, patrons de Blanes; Natal de Casale Monferrato, bisbe.
- Venerable Franz Reinisch, prevere màrtir (1942).
- Venerats en l'Orde de la Mercè: beata Beatriz de Roelas (1580).

Església Armènia
- 11 Navarsard: Just de Roma, màrtir; Privat de Mende, bisbe màrtir; Assumpció de la Mare de Déu

Església Copta
- 15 Mesori: Abraham, Isaac i Jacob, patriarques ; Privat de Mende, bisbe màrtir.

Església Ortodoxa (segons el calendari julià)
- Se celebren els corresponents al 3 de setembre del calendari gregorià.
  - Abraham de Smolensk

Esglésies luteranes
- Geert Groote, predicador (1384).